# Vipor
Vipor är en grupp med vadare som beskrivs som underfamiljen Vanellinae och som enbart omfattar släktet Vanellus som omfattar fler än 20 arter. De är närmast besläktade med piparna med vilka de bildar familjen Charadriidae. Vipor har ofta en brokigt tecknad fjäderdräkt, kort näbb och proportionerligt långa ben. Flera arter har iögonfallande röda eller gula fjäderlösa och köttiga utväxter runt ögonen. Vipor födosöker på ett karaktäristiskt vis då de står helt still en stund för att sedan gå några steg för att sedan stå stilla igen. 

## Arter i släktet
Nedstående artförteckning följer AviList från 2025:
- Tofsvipa (Vanellus vanellus)
- Långtåvipa (Vanellus crassirostris)
- Smedvipa (Vanellus armatus)
- Sporrvipa (Vanellus spinosus)
- Flodvipa (Vanellus duvaucelii)
- Gulflikvipa (Vanellus malabaricus)
- Svarthuvad vipa (Vanellus tectus)
- Vitkronad vipa (Vanellus albiceps)
- Mörk sorgvipa (Vanellus lugubris)
- Ljus sorgvipa (Vanellus melanopterus)
- Kronvipa (Vanellus coronatus)
- Vårtvipa (Vanellus senegallus)
- Etiopienvipa (Vanellus melanocephalus)
- Brunbröstad vipa (Vanellus superciliosus)
- Gråhuvad vipa (Vanellus cinereus)
- Rödflikvipa (Vanellus indicus)
- Javavipa (Vanellus macropterus) – möjligen utdöd
- Bältesvipa (Vanellus tricolor)
- Maskvipa (Vanellus miles)
- Stäppvipa (Vanellus gregarius)
- Sumpvipa (Vanellus leucurus)
- Sydamerikansk vipa (Vanellus chilensis)
- Andinsk vipa (Vanellus resplendens)

Ytterligare en art, madagaskarvipan (Vanellus madagascariensis), dog ut under holocen. Arten brokpipare (Hoploxypterus cayanus) inkluderades tidigare i släktet, men genetiska studier visar att den är avlägset släkt, närmare pipare i bl.a. släktena Charadrius, Oreopholus och Phegornis.